# Tungareo
Tungareo es una localidad situada en el municipio de Maravatío, en el estado de Michoacán.

## Geografía
Tungareo dista 8.2 kilómetros de Maravatío de Ocampo y es atravesada por el río Lerma. Su altitud media es de 2020 metros. Se encuentra situada a una distancia de aproximadamente 150 km al noroeste de la Ciudad de México. 

## Población (2020)
| Año censal | Mujeres | Hombres | Total habitantes |
| ---------- | ------- | ------- | ---------------- |
| 2020       | 2776    | 2708    | 5484             |
| 2010       | 2345    | 2252    | 4597             |
| 2005       | 2052    | 1879    | 3931             |